# سوسة الفاتيرية
سوسة الفاتيرية (الاسم العلمي:Sitophilus vateriae)  هي نوع من الحشرات يتبع جنس سوسة الحبوب من الفصيلة السوسية الحقيقية. سميت نسبة لشجر الفاتيرية.	